# Правила охорони споруд
Правила охорони споруд (рос. правила охраны сооружений, англ. structures conservation regulations, нім. Bestimmungen f pl (Vorschriften f pl für Anlagenschutz) — документ, який зокрема регламентує допустимі умови підробки споруд та заходи щодо їх охорони. П.о.с. розробляються для окремих родовищ, басейнів або в цілому для галузі.